# Самылина, Ирина Александровна
Ирина Александровна Самылина (род. 12 сентября 1943) — советский и российский учёный-фармакогност, специалист в области стандартизации лекарственного растительного сырья. Член-корреспондент РАН (2014), РАМН (2005), доктор фармацевтических наук (1993, кандидат 1969), профессор (1993), почётный заведующий кафедрой фармацевтического естествознания Первого МГМУ им. И. М. Сеченова (с 2017).

## Биография
В 1965 году окончила фармацевтический факультет 1-го Московского медицинского института имени И. М. Сеченова.
С 1990 года — заведующая кафедрой фармакогнозии, с 2017 года — почётный заведующий кафедрой фармацевтического естествознания альма-матер.
Являлась директором НИИ фармации Первого МГМУ им. И. М. Сеченова. Член Совета старейшин Сеченовского университета. Заместитель председателя Российского фармацевтического общества. Под её началом защищены 12 докторских и 25 кандидатских диссертаций.
С 2000 года — главный редактор журнала «Фармация». Член редколлегии Вестника ВГУ.

## Награды
- Медаль «За трудовую доблесть»;
- Медаль «В память 850-летия Москвы»;
- Медаль ордена «За заслуги перед Отечеством» II степени;
- Знак «Отличник здравоохранения».